# Elisabeth Sophie von Brandenburg (1674–1748)

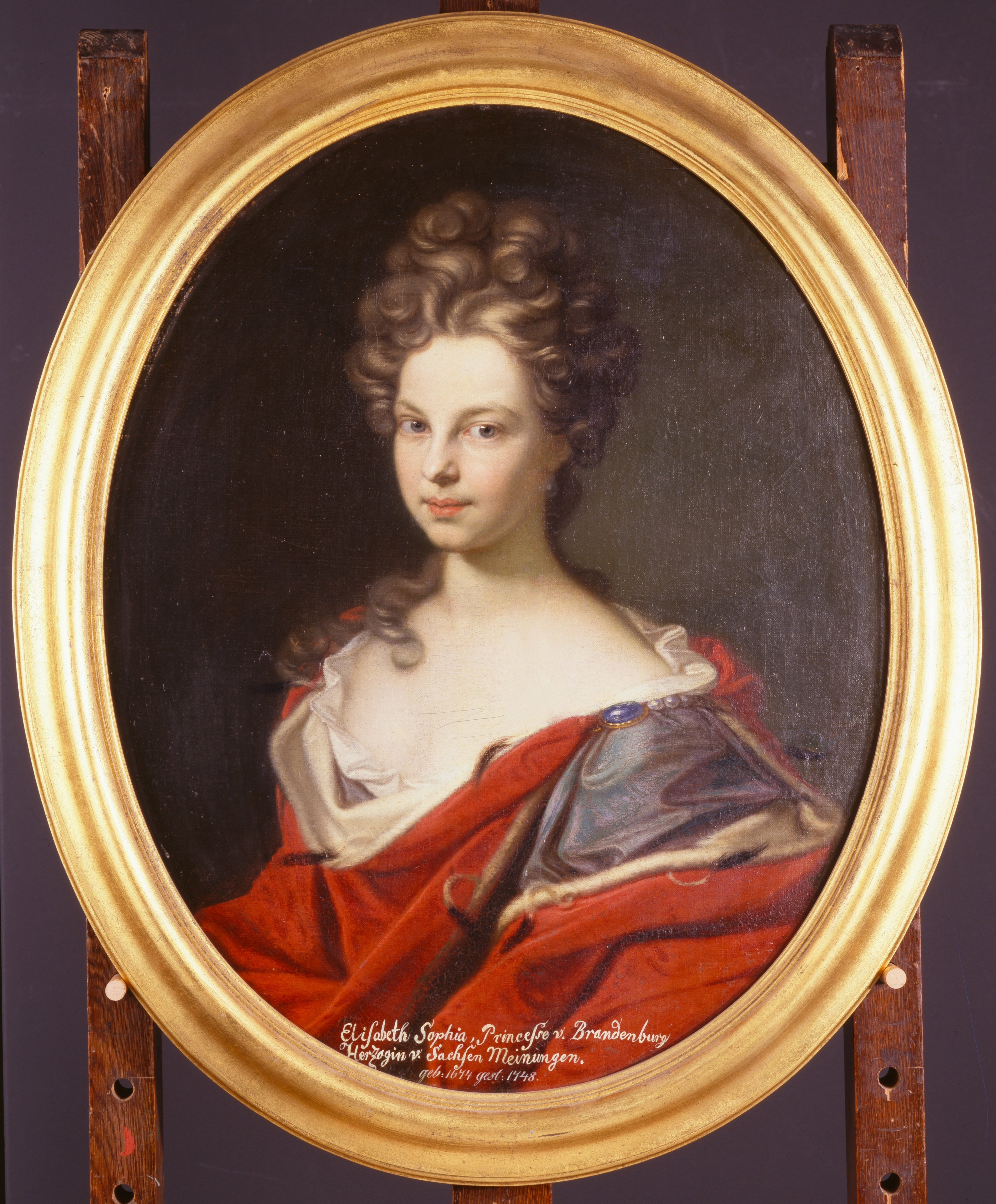
Elisabeth Sophie von Brandenburg, Ölgemälde (vor 1697) von Gedeon Romandon

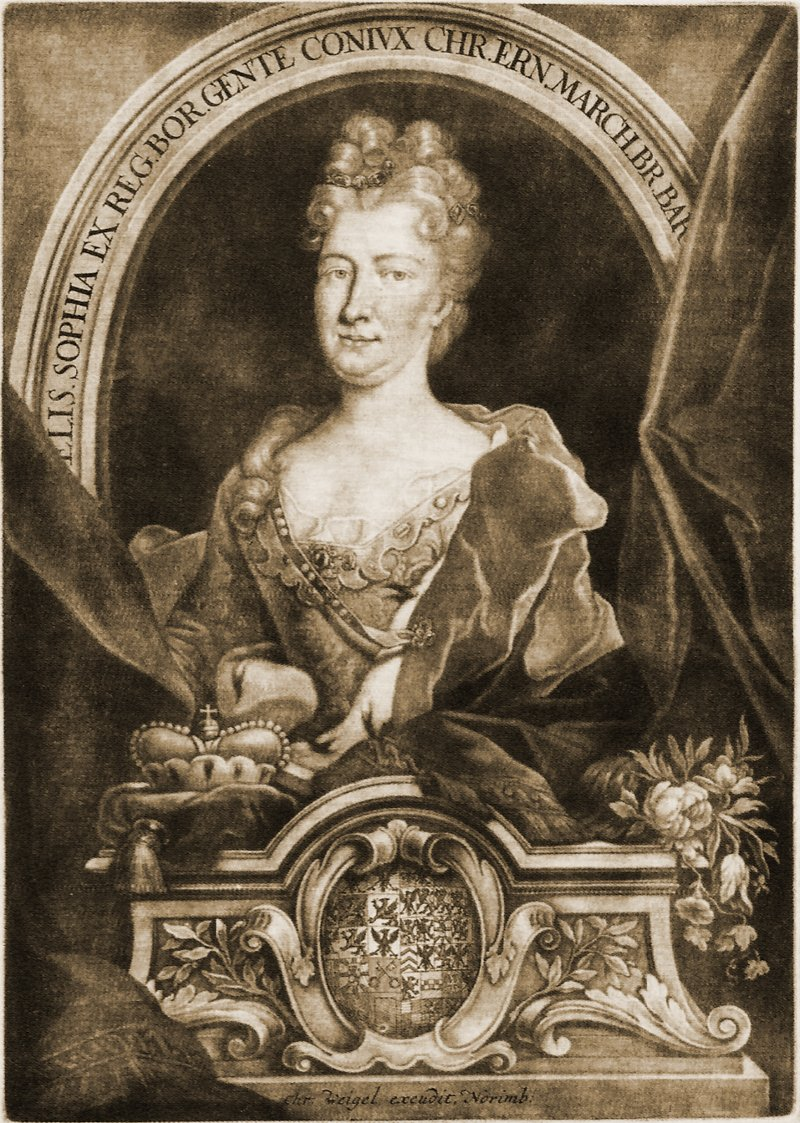
Elisabeth Sophie von Brandenburg, Schabkunstblatt (um 1710) von Christoph Weigel

Elisabeth Sophie von Brandenburg (* 5. April 1674 in Cölln; † 22. November 1748 in Römhild) war eine Prinzessin und Markgräfin von Brandenburg und durch ihre Ehen nacheinander Herzogin von Kurland, Markgräfin von Brandenburg-Bayreuth und Herzogin von Sachsen-Meiningen.

## Leben
Elisabeth Sophie war die jüngste Tochter des „Großen Kurfürsten“ Friedrich Wilhelm von Brandenburg (1620–1688) aus dessen zweiter Ehe mit Dorothea Sophie (1636–1689), Tochter des Herzogs Philipp von Schleswig-Holstein-Sonderburg-Glücksburg. Über Einzelheiten ihrer Erziehung ist wenig bekannt. Insbesondere auf künstlerischem Gebiet muss diese gründlich gewesen sein, denn Elisabeth Sophie spielte nicht nur Cembalo und Laute, sondern trat am Berliner Hof als Sänger-Solistin in Opern von Giovanni Bononcini und Attilio Ariosti auf. Und erhaltene Rötel-Studien von ihrer Hand verraten eine „überdurchschnittliche“ zeichnerische Begabung.

### Herzogin von Kurland
Am 29. April 1691 heiratete sie in Berlin ihren Cousin Herzog Friedrich Kasimir von Kurland (1650–1698) aus dem Haus Kettler. Die Eheschließung zementierte die Verbindung beider Häuser weiter, nachdem schon Elisabeth Sophies Tante Luise Charlotte von Brandenburg die Gemahlin des Herzogs Jakob Kettler geworden war. Nach dem Tod ihres Mannes floh sie 1700 mit dem Erbprinzen aus Kurland, welches zu einem Schauplatz des Großen Nordischen Krieges wurde, an den Hof ihres Halbbruders Friedrich.

### Markgräfin von Brandenburg-Bayreuth
Ihr zweiter Ehemann wurde am 30. März 1703 in Potsdam Markgraf Christian Ernst von Brandenburg-Bayreuth (1644–1712). Für Christian Ernst war es bereits die dritte Ehe und er geriet vollkommen unter den Einfluss seiner jungen Frau, die propreußische Politik betrieb und als „preußischer Statthalter“ bezeichnet wurde. Christian Ernst erwarb für seine Gemahlin das Schloss zu Erlangen, welches er ihr 1704 schenkte und ihr zu Ehren Elisabethenburg nennen ließ. Elisabeth Sophie, als stolz und prachtliebend beschrieben, vermehrte die Staatsschulden erheblich. Elisabeth Sophie ließ sich wöchentlich vom Koch Paul Escoffier, einem Vorfahren des berühmten Kochs Auguste Escoffier, dessen Küchenabfälle in Holzfässern bringen, um diese mit den Abfalltonnen ihres Schlosses in Erlangen vergleichen zu können. Dies sollte der Qualitätskontrolle der Arbeit ihres Küchenchefs dienen.

### Herzogin von Sachsen-Meiningen
Die verwitwete Markgräfin verheiratete sich am 3. Juni 1714 auf Schloss Ehrenburg mit Herzog Ernst Ludwig I. von Sachsen-Meiningen (1672–1724). Aus Anlass der Eheschließung wurde eine Gedenkmünze geprägt und der Herzog erneuerte den 1703 von ihm gestifteten Orden der Treue. 1738 wurde sie von ihrer Enkelin aus erster Ehe Anna Ioannovna in den Katharinenorden aufgenommen.
Elisabeth Sophie, zum dritten Mal Witwe, überlebte ihren letzten Gemahl um 24 Jahre und starb 74-jährig auf ihrem Witwensitz Schloss Glücksburg in Römhild. Sie wurde in der Residenzstadt Meiningen bestattet.

## Nachkommen
Aus ihrer ersten Ehe mit dem Herzog von Kurland hatte Elisabeth Sophie folgende Kinder:
- Friedrich Wilhelm (1692–1711), Herzog von Kurland

⚭ 1710 Zarin Anna Iwanowna von Russland (1693–1740)
- Leopold Karl (1693–1697)

Ihre beiden weiteren Ehen blieben kinderlos.